# Epimecis matronaria
Epimecis matronaria là một loài bướm đêm trong họ Geometridae.